# Cryptastria
Cryptastria là một chi bướm đêm thuộc họ Erebidae.